# 沈鎮南資匪案
沈鎮南資匪案，是發生於1950年台灣的白色恐怖案件，臺灣省保安司令部指控台灣糖業公司總經理沈鎮南等多人与中國共產黨存在联系，并从事有利于中国共产党的活动。該案件導致台灣糖業公司總經理沈鎮南與人事室主任林良桐被槍決，史國英、洪子瑜等十餘人遭判刑或感訓，員工共六十多人被捕。該案件於2002年平反，恢復名譽。
國史館在2009年11月出版《戰後臺灣政治案件－沈鎮南案史料彙編(二)》。

## 事件背景
沈鎮南是中國上海市人，生於清光緒28年3月5日（即1902年4月12日）。清華學校畢業，以官費留學美國俄亥俄州立大學取得化工學位，又在路易斯安那州立大學研究所攻讀製糖工程獲得碩士學位。後來又到德國柏林大學研究甜菜製糖，是當時中國少數的留美製糖專家。回國後，曾在清華大學、交通大學任教，並任「中國國民製糖公司」技師。1934年應聘於廣西省籌設糖廠。1936年任上海中國銀行信託部襄理，1942年於四川協助成立「中國煉糖公司」，後任中國銀行業務處副稽核、中國銀行重慶分行副經理。
1945年8月14日，日本無條件投降，沈鎮南奉國民政府命令來台接收台灣糖業。1946年，台灣糖業公司正式成立，沈鎮南任第一任總經理，任務是復原台灣糖業在戰中遭到的破壞。直至1949年，台灣糖業已經從原本的年產量8萬六千公噸增加到63萬公噸，產量是日本戰時的兩倍，與戰前一年相近。沈可說是台灣戰後糖業重要人物。
1949年，國民政府遷往台灣。出於危機心理，當局四處搜捕匪諜。根據國史館《臺灣省保安司令部軍法處三十九年（1950年）一月份至十月份審理朱毛匪諜犯統計表》，就共有230個案件，涉案者多達1,520人，其中處死刑者有120人、無期徒刑56人、1年至15年刑期的有504人，其中不少案子後來被證明是冤案。本案就是在這樣的肅殺氣氛下形成。

## 事件經過

### 指控與逮捕
台糖員工福利社經理李基藩，1949年4月因被人向監察院控告貪污，被迫辭職。後案件雖經不起訴處分，李申請於台糖復職卻被駁回。1950年5月，李基藩即於《公論報》投書，揭發台糖貪污，獲得保二總隊的重視並約談李基藩。根據學者程玉鳳的研究，當時治安機關正因沈鎮南的親信，台糖協理宋以信投共事件，想辦沈鎮南而苦無罪證，當時臺灣省保安司令部「正奉令偵查沈鎮南，如何找沈的罪狀，而李基藩告沈鎮南貪污，正好可以加以利用，於是約談李基藩，將其扭轉為密告沈鎮南通匪。」與保二總隊聯絡後，李基藩隨後發表了數次關於沈鎮南「不擁護國策」、「台糖鐵路多通沿海」、「甘蔗太高易於藏身」等等暗示性的言論，並五次向保二總隊密報沈鎮南「通匪」的情事，正式將指控由貪污升級。其挾怨報復的意圖，也顯露無遺。
根據程玉鳳研究，台糖協理宋以信於該年3月就被列入保安部偵察名單，並於5月辭職投共。而台灣治安單位從1950年5月26日開始逮捕台糖相關人員。5月30日，人事室主任林良桐被捕。6月16日，沈鎮南被捕。其實調查單位一開始就鎖定沈鎮南，之所以從基層員工抓起，是要造成外界本案是由下而上發展的印象。

### 罪名
判決書指控，宋以信為已經投共的資源委員會前主委孫越崎傳口信給沈鎮南，招致沈於1949年8月去香港與孫越崎會面通匪。
而根據《安全局機密文件－歷年辦理匪案彙編》記載，沈鎮南返台後秉承孫越崎意旨「資匪」的行為，可歸納為以下數點：
1. 加緊產糖，留存少賣，以減少政府外匯收入，藉以增加保護該公司財產，俾供匪來台使用。
2. 研究如何使台糖所屬鐵道轉運靈活，以配合共匪進軍運輸之用。
3. 從事破舊車輛與機車之整修、水泥枕木之製造、港口潮汐之調查，以備共匪軍事登陸之用。
4. 調查現職員工狀況，提高員工待遇，以便籠絡，供匪驅使。

上述各項罪狀是「利用業務上之便利，從事有利於匪之各種活動，以達成藉合法掩護非法之最高策略運用」。

### 判刑與槍決
沈鎮南夫人於上海聖瑪利亞女中，與陳誠夫人譚祥相識。事發後請陳誠幫忙，但陳誠表示本案由蔣經國作主，他們愛莫能助。不過根據沈之子沈孝同推測，由於沈鎮南反對「耕者有其田政策」使用台糖的農地，也可能因此得罪陳誠，導致陳誠不願救援。
保安司令部於1950年9月18日，宣判：
- 沈鎮南及人事室主任林良桐依《懲治叛亂條例》處死刑。
- 台糖顧問史國英、月眉糖廠鐵道課長雷大効、第一分公司鐵道處長邵毓秀各十年徒刑。
- 洪子瑜、孫卓卿、潘鋕甲、陳乃東、莊永基、楊鴻松、施嘉鏐、何銘彬等八名雖然「被控奸匪嫌疑部份，無有實據，犯罪不能證明，應諭知無罪」，但法官認為「被告洪子瑜等思想，因時局有所動搖，應另移感訓，以資教育。」洪子瑜因此依《戡亂時期檢肅匪諜條例》被交付感訓兩年六個月，根據《戡亂時期匪諜交付感化辦法》感化上限為三年，因此兩年六個月判刑已經相當嚴重。其餘則為兩年至六個月不等。
- 楊裕球、陳萬發、吳鍬、畢文茲、王耆壽、黃自清等六名，案情尚輕，准予發交保二總隊保釋。

審判採一審制，沒有上訴機會。半年後，也就是1951年1月11日，沈鎮南、林良桐被以叛亂犯罪名於台北市馬場町槍決。依據當時法令，凡是破獲匪諜案，可以將沒收叛徒的財產提出30％作為告密檢舉人獎金，35％作為承辦人員獎金及破案費用。沈鎮南家產因此被沒收。但沈家家產沒收後僅有美金1500元，完全不夠發獎金，需由政府補貼。
而一開始的貪污案，1950年10月21日由生產事業管理委員會與審計部、監察院會同調查的結果，證明李基藩投書所云並非盡為事實，無重大過失而結案。事實上李基藩在投書登報之前，就曾於1950年4月22日拜訪自由中國雜誌負責人雷震，指控台糖弊端。雷震則認為，「所謂的弊端不詳細也不具體，而李基藩只是合作社的經理，對公司全貌根本不甚明瞭。」可知所謂貪污指控純為挾怨報復。

## 平反
沈鎮南死後，家屬多年來積極尋求平反。在安全局的事後檢討中，對於本案就有「事前無充分資料，偵訊人員無法據以指證案情，訊供結果，釀成移送保安司令部復審時，幾全部翻供」，與辦案時「積極企求擴大」、「以行動代替偵查」、「以偵訊循線索」等評語，顯示辦案當局也承認本案「偵察上未能善盡其事」，過程有許多疏失。胡適曾說「沈案是千古奇冤」，孫立人也曾說「沈鎮南這個人，連走路都怕踩到螞蟻；那些特務硬說他是匪諜，活活把他害死」。學者程玉鳳認為，1949年8月時無人知曉孫越崎已暗中投共，沈鎮南與老長官孫越崎見面並非罪過，而所謂的「加緊產糖、使台糖鐵道運轉靈活、維修台糖破舊車輛設備、提高員工待遇」等均為糖廠正常經營行為，據此為通匪的罪狀顯然是羅織捏造的莫須有罪，「欲加之罪、何患無辭」。
關於當局發動此案的理由，程玉鳳以為，因當時國營企業的主管單位資源委員會前後任主委如翁文灝、錢昌照、孫越崎等已有多人投共，政府唯恐公營企業抱著「政治鬥爭隨他去，技術經建人員無所謂」的心理，一旦時局更惡化，國營企業員工可能跟著變節，因此「殺雞儆猴」；同屬國營企業的臺灣電力公司總經理劉晉鈺先死于1950年7月，半年後沈鎮南也被槍決，藉此遏止投共。
政府委託的戒嚴時期不當叛亂暨匪諜審判案件補償基金會於2002年7月，根據程玉鳳等的調查，通過平反申請案，發放補償金並正式為沈鎮南恢復名譽。

## 受影響人物
沈鎮南一家因家產被沒收，全家寄居於親戚家四坪大的小房間，其妻子於1964年過世。
台糖副管理師洪子瑜被送往綠島感化教育兩年六個月（加上收押期間逾三年），出獄後因曾被感訓，幾十年找不到正職工作。洪子瑜是洪秀柱的父親，後者曾回憶小時候因父親無法工作而帶來的貧困生活。
沈鎮南被槍決後，告密者李基藩於1951年7月，致函當時的台糖兼任總經理楊繼曾，表示自己目前失業，僅以擺攤為生，而「年前舉動，因當時人施於我者過於刺激，以致失去理智，然事後自感無聊，涵養不足」，承認當年告密的舉動之不當，希望回台糖復職。結果被楊繼曾回信拒絕。

## 紀念
沈鎮南先後列名在1999年綠島人權紀念碑以及2013年舉辦的「遲來的愛─白色恐怖時期政治受難者遺書特展」。